# Maurice Béjart

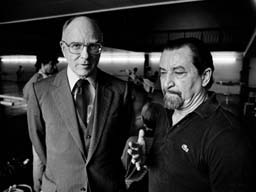
Philippe Braunschweig y Béjart (1988).

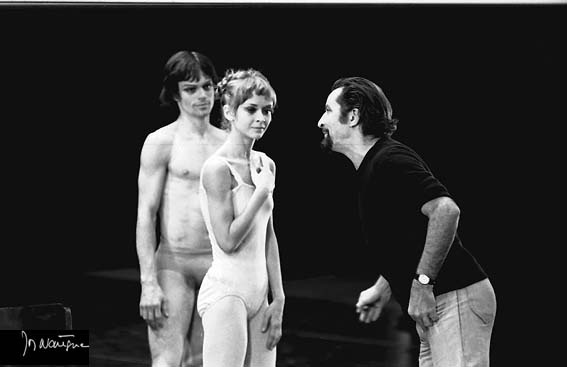
Maurice Bejart en un ensayo.

Maurice-Jean Berger, más conocido como Maurice Béjart (Marsella, 1 de enero de 1927-Lausana, 22 de noviembre de 2007), fue un bailarín y coreógrafo francés nacionalizado suizo. Desarrolló una forma expresionista popular de ballet moderno, hablando de vastos temas. Se le concedió la ciudadanía suiza el mismo año de su muerte, a título póstumo.

## Biografía
Maurice-Jean Berger nació en Marsella, Francia, en 1927, hijo del filósofo francés Gaston Berger. Su madre murió cuando él tenía siete años.  Luego tomó clases de baile por consejo de un médico para fortalecerse y soñó con ser torero.  Realizó al mismo tiempo sus estudios secundarios y universitarios y se licenció en Filosofía.
Tras asistir a un recital de Serge Lifar, decidió dedicarse por completo a la danza. Se unió a la Ópera de Marsella a la edad de catorce años donde como cuerpo de baile y se formó con Mathilde Kschessinska. Desde 1946, había estudiado con Madam Rousanne (Sarkissian), Léo Staats, Madam Lyubov Yegorova y Olga Preobrajenska en "Studio Wacker", etc. en París. Posteriormente fue en 1946 a la Ópera de París,  Comenzó su carrera de baile en Vichy en 1946 y la continuó con las bailarinas Janine Charrat e Yvette Chauviré, y luego con Roland Petit a partir de 1948. Además había estudiado con Vera Volkova en Londres.
En homenaje a Molière, tomó como seudónimo el nombre de la esposa de este último, Armande Béjart. En 1951 colaboró con Birgit Cullberg y creó su primer ballet, L'Inconnu, en Estocolmo, y luego dirigió L'Oiseau de feu (El pájaro de fuego). 
En 1953 fundó su primera compañía, los Ballets de l'Étoile, junto con Jean Laurent  que le valieron el reconocimiento de la prensa y del público.
En 1955 creó su primera obra importante Symphonie pour un homme seul (Sinfonía para un hombre soltero) con música de Pierre Henry y Pierre Schaeffer. A esta obra le siguió una invitación del Teatro Real de la Moneda de Bruselas para crear un ballet para una compañía permanente. Así surgió la coreografía de la La consagración de la primavera (1959), su obra maestra. Béjart, que se encontraba en una situación económica difícil, aceptó el encargo y el estreno tuvo lugar en Bruselas el 8 de diciembre de 1959, durante una velada de ballet que reunió a bailarines de todas partes. La Consagración... de Béjart, plato fuerte de la velada, corrió a cargo de los bailarines Germinal Casado y Tania Bari, que seguirán siendo sus bailarines favoritos durante mucho tiempo.
Fue también autor de la coreografía de cerca de 200 ballets, la mayoría de ellos para su propia compañía. 
Como seguidor de las culturas orientales, presenta un teatro total, en el que se combinan los gestos majestuosos, el diseño sensacionalista y, a veces, hasta partes habladas. En 1970 fundó el Mudra Centre de Bruselas para difundir este planteamiento. 
Sus adversarios atacaban sus argumentos filosóficos exagerados y su utilización caballeresca de la música. Atrajo a grandes estrellas, incluidos Rudolf Nuréyev, Maia Plisiétskaia, Paolo Bortoluzzi, Michaël Denard, Patrice Bart, Jorge Donn y Suzanne Farrell. 
El ballet Béjart ahora tiene su sede en Lausana. Su último ballet fue creado en 2007 y llamado "Le tour du monde en 80 minutes".
Falleció a los 80 años de edad después de permanecer ingresado varios días en el Centro Hospitalario Universitario de Vaud (Suiza), víctima de infecciones cardiacas y urinarias.

## Bélgica, el Ballet delsigloXXy la escuela Mudra
En 1959, incapaz de obtener el apoyo del gobierno francés para establecer su compañía en un teatro, Maurice Béjart se marchó de Francia a Bélgica, donde trabajaría durante veintisiete años. A petición de Maurice Huisman entonces director de Théâtre royal de la Monnaie, creó su coreografía más famosa, La consagración de la primavera, en Bruselas en 1959. El contrato temporal entre Béjart y La Monnaie se convertiría en un contrato plurianual y daría lugar al nacimiento del Ballet del  siglo XX en 1960. Maurice Béjart recorrería el mundo con ella e introduciría a un vasto público de neófitos en la danza moderna.
El mismo año de la fundación de la compañía, Béjart puso en escena Boléro (Ravel)|Boléro de Maurice Ravel con la bailarina Duška Sifnios, que se convirtió en una de sus coreografías emblemáticas. Después de Tania Bari, Suzanne Farrell, Louba Dobrievic, Anouchka Babkine, Angèle Albrecht y Shonach Mirk, Jorge Donn asumió el papel, que entonces bailaban tanto hombres como mujeres.
En 1960-1961, Maurice Béjart propuso la creación en Bruselas, en el marco del Théâtre de la Monnaie y como extensión del Conservatorio de danza de Buselas, de una escuela de danza para iniciación, integrando, además de las clases de danza, la escolaridad obligatoria y una educación artística. Este proyecto no fructificó; varios años más tarde, las opciones de danza se añadieron al programa escolar tradicional, dando lugar a las "humanidades coreográficas".
En 1964, París le recibió con Hector Berlioz para La condenación de Fausto y dos años más tarde Romeo et Juliette. En 1967, el Festival de Aviñón abrió sus puertas a la danza e invitó a Maurice Béjart y su Ballet ddel siglo XX a actuar en el patio de honor del Palacio de los Papas de Aviñón. Béjart y su compañía presentaron una obra importante de su repertorio: la Messe pour le temps présent, con música compuesta por Pierre Henry y Michel Colombier. La obra volvió a representarse al año siguiente en Aviñón y tuvo un gran éxito. 
En 1970 fundó en Bruselas la Escuela Mudra, bajo la dirección artística de Micha van Hoecke, para impartir clases de danza a jóvenes bailarines con talento. La escuela formó a muchos bailarines y coreógrafos que participaron activamente en el desarrollo de la danza contemporánea en Europa. Entre ellos, Maguy Marin y Anne Teresa De Keersmaeker. En 1977, abrió la escuela Mudra-Afrique en Dakar, honrando la memoria de su bisabuela senegalesa Fatou Diagne, abuela del filósofo mestizo Gaston Berger, nacido en Saint-Louis-du-Sénégal.

## Repertorio persa

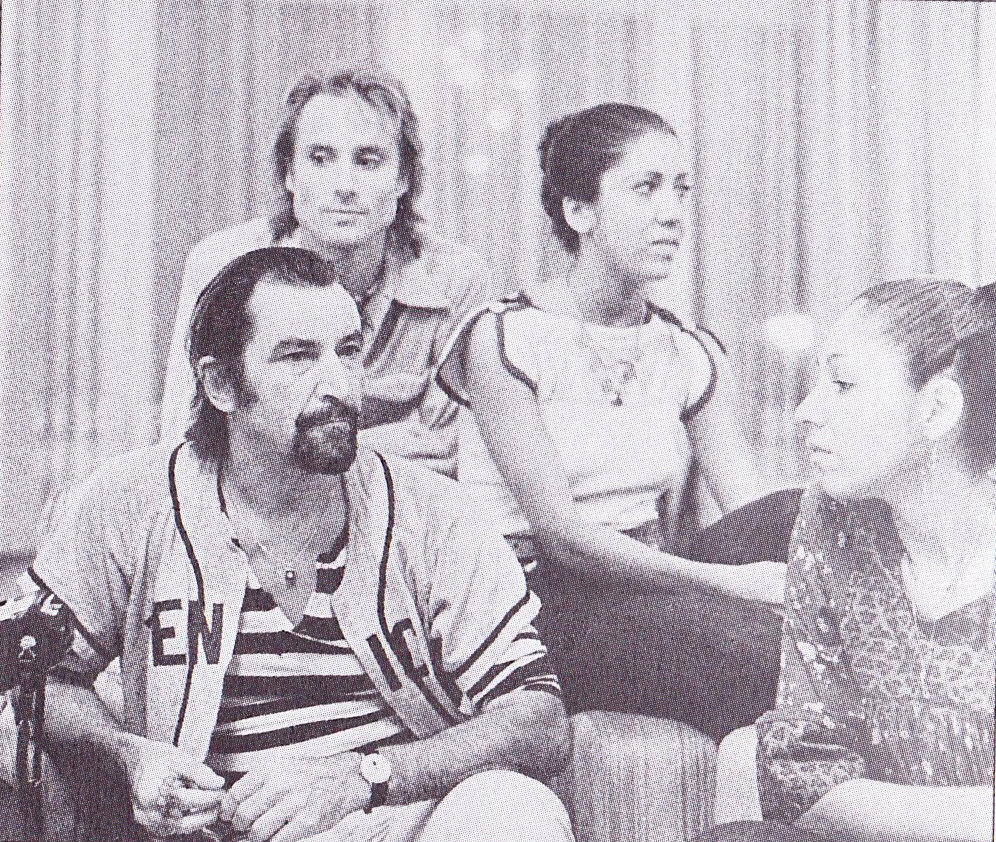
Maurice Béjart en Shiraz en 1971 con Sussan Deyhim, Tom Crocker y Aida Amir Khanian.

Durante la década de 1970, Maurice Béjart se volcó en el repertorio coreográfico persa. Sus creaciones se presentaron en el Festival de las Artes Shiraz-Persépolis y recibieron el apoyo de la Shahbanou Farah Pahlavi. Esta relación con la emperatriz de Irán dio lugar a dos creaciones: Gulistán, encargada por el Festival y estrenada en 1973, y Farah, encargada por el Ballet du XX y estrenada en 1976 en Bruselas. Ambas están basadas en música tradicional iraní. Gulistán (El jardín de las rosas) se inspiraba en la obra maestra de Saadi, mientras que la segunda era un homenaje a los Shahbanou. Para la ocasión, Maurice Béjart trabajó con músicos iraníes del Centro para la Preservación y Propagación de la Música Iraní, creado por la Radio y Televisión Nacional de Irán.
Influido por su experiencia iraní, se acercó al Islam chiita tras su encuentro con Ostad Elahi y "se convirtió" a esta religión en 1973 (sin embargo declararía en 2006: Conversión es un verbo que no me convence. Maurice Béjart reconoce que esta experiencia desempeñó un papel decisivo en su carrera, tanto artística como espiritual.

## Suiza, el Ballet Béjart de Lausana y la Escuela Mudra

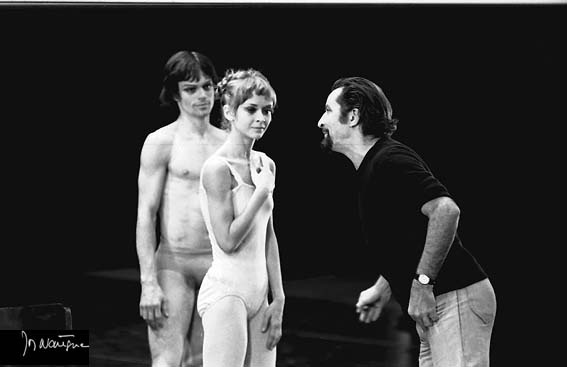
Maurice Béjart en ensayo, Pli selon Pli, con Rita Poelvoorde y Bertrand Pie, Bruselas 1976.

En 1986, entró en violento conflicto con el bailarín Rudolf Nureyev, entonces director artístico del ballet de la Opera Nacional de Paris : el 24 de marzo, tras el estreno de su ballet Arepo, Maurice Béjart, entonces coreógrafo invitado de la Ópera de París, nombró a Manuel Legris y Éric Vu-An danseurs étoiles, sin tener derecho a ello. Rudolf Nureyev obligó a Maurice Béjart a dar marcha atrás.
En 1987, al término de un conflicto abierto con el director de La Monnaie Gerard Mortier, Béjart, en plena gira por Leningrado, decide abandonar Bruselas. Como la Fundación Philip Morris le propuso trasladarse a Suiza, a Lausana, donde tenía su sede, Béjart disolvió el Ballet du XX y seis semanas después fundó una nueva compañía, el Béjart Ballet Lausanne].
En 1988, mediante una visita oficial a su Escuela de Mudra en Bruselas, y después nombrando al coreógrafo Gran Oficial de la Ordre de la Couronne, el rey Balduino de Bélgica rindió de nuevo homenaje al éxito belga del creador.
Un año después de la marcha de Maurice Béjart y la desaparición del Ballet du XXe, la École Mudra también cerró sus puertas. Sin embargo, en 1992, el industrial Philippe Braunschweig (fundador del Prix de Lausana) y la Fundación Philipp-Morris permitieron a Béjart reabrir la Escuela Mudra de Lausana, que desde entonces ofrece un programa completo de formación en danza de dos años de duración. Es una de las escuelas más prestigiosas del mundo de la danza clásica y contemporánea.
En 1998 fue condenado por plagio, ya que su espectáculo "Le Presbytère" contenía una escena copiada de "La Chute d'Icare", del coreógrafo belga Frédéric Flamand.
Antes de su muerte, Maurice Béjart creó la Fundación Maurice Béjart, a la que hizo heredera en su testamento de todos sus bienes y, en particular, de los derechos de autor de sus obras (coreografías, libros, etc.). A través de la gestión y los ingresos de estos derechos, la Fundación Maurice Béjart reúne los medios financieros para cumplir los objetivos definidos por Maurice Béjart, a saber :
- contribuir financieramente a la formación de bailarines procedentes de medios desfavorecidos en escuelas profesionales de danza y ballet,
- apoyar económicamente a los artistas de danza y ballet necesitados, y contribuir económicamente a las producciones de danza y ballet,
- apoyar a compañías de danza y financiar proyectos de investigación médica para hospitales y universidades cuyo trabajo pueda ser de especial interés para los bailarines.

## Ballets principales
- 1955 : Symphonie pour un homme seul (París)
- 1957 : Sonate à trois (Essen)
- 1958 : Orphée (Liège)
- 1959 : Le Sacre du printemps (Bruselas)
- 1960 : Boléro (Bruxelles)
- 1961 : Les Quatre Fils Aymon (Bruselas)
- 1964 : IXe Symphonie (Bruselas)
- 1966 : Roméo et Juliette (Bruselas)
- 1967 : Messe pour le temps présent (Aviñón)
- 1968 : Bhakti (Aviñón)
- 1971 : Chant du compagnon errant (Bruselas)
- 1972 : Nijinski, clown de Dieu (Bruselas)
- 1975 : Pli selon pli (Bruselas)
- 1976 : Heliogabale (Irán)
- 1976 : Isadora (Opéra de Monte-Carlo)
- 1976 : Le Molière imaginaire (París, Comédie-Française)
- 1975 : Notre Faust (Bruselas)
- 1977 : Petrouchka (Bruselas)
- 1980 : Eros Thanatos (Atenas)
- 1982 : Wien, Wien, nur du allein (Bruselas)
- 1983 : Messe pour le temps futur (Bruselas)
- 1985 : Le Concours (París)
- 1986 : Arepo (Opéra de París)
- 1987 : Souvenir de Léningrad (Lausanne)
- 1988 : Piaf (Tokio)
- 1989 : 1789… et nous (París)
- 1990 : Ring um den Ring (Berlín)
- 1990 : Pyramide (El Cairo)
- 1991 : La Mort subite (Recklinghausen, Alemania)
- 1991 : Tod in Wien (Viena)
- 1992 : La Nuit (Lausanne)
- 1993 : Mr C… (Tokio)
- 1995 : À propos de Shéhérazade (Berlín)
- 1997 : Le Presbytère… (Bruxelles)
- 1999 : La Route de la soie (Lausanne)
- 2000 : Enfant-roi (Versailles)
- 2001 : Lumière (Lyon)
- 2001 : Tangos (Ginebra)
- 2001 : Manos (Lausanne)
- 2002 : Mère Teresa et les enfants du monde
- 2003 : Ciao Federico, en homenaje a Fellini
- 2005 : L’Amour - La Danse
- 2006 : Zarathoustra
- 2007 : Le Tour du monde en 80 minutes

## Posteridad
Cuando se anunció la muerte de Maurice Béjart el 22 de noviembre de 2007, rápidamente surgió la idea de crear una Maison Maurice Béjart en Bélgica. Una fundación de utilidad pública fue creada a instancias del gobierno belga en abril de 2008 por el escritor Jacques De Decker, el profesor André Jaumotte y el escritor Michel Robert, la Maison Maurice Béjart (MBH) tiene como objetivo promover la posteridad de la obra del célebre coreógrafo y de la danza en general. Esta en la casa donde Béjart vivió durante más de veinte años en Bruselas. Su comité de honor está formado por personalidades belgas y francesas, entre ellas el actor Daniel Auteuil, el ex primer ministro belga Guy Verhofstadt y el escritor Éric-Emmanuel Schmitt.
En 2017, el coreógrafo Walid Aouni, que trabajó durante mucho tiempo para Maurice Béjart, fue nombrado comisario artístico de la Maison Maurice Béjart para la gran exposición “Béjart y el jardín de rosas” en septiembre de 2017.

### De Maurice Béjart
- Préface de Roger Garaudy, Danser sa vie, París, Éditions du Seuil, 1973 (ISBN 2020020246)
- (en)   Toshirō Mayuzumi, Maurice Béjart, the Kabuki : the Tokyo Ballet, Tokio, Japan,     Shinshokan, 1986 (ISBN 4403020119).
- Maurice Béjart et Gaston Berger, La mort subite, París,     Libr. Séguier, 1991 (ISBN 2877361683).
- Maurice Béjart, Béjart-theâtre : A-6-Roc, París, Editions Plume, 1992 (ISBN 2702121438)
- Maurice Béjart, Un Instant dans la vie d'autrui : mémoires, París, Flammarion, 1979 (ISBN 2080642014).
- Maurice Béjart, Lettres à un jeune danseur, París, Actes sud, 2001 (ISBN 2742732470)
- Maurice Béjart, Le ballet des mots, París, Les Belles Lettres Archimbaud,     1994 (ISBN 2251440313)
- Maurice Béjart, La vie de qui ?, París, Flammarion, 1996 (ISBN 2080664980)
- Maurice Béjart et Michel Robert, Conversations avec Maurice Béjart, Bruxelles,     Renaissance du Livre
- Maurice Béjart et Michel Robert (entretiens avec), Ainsi danse Zarathoustra : entretiens, Arlés     (Bouches-du-Rhône, Actes Sud, 2006 (ISBN 2742761896)
- Préface de Gilbert Serres, Grands portés de pas de deux, Meolans-Revel     (Alpes-de-Haute-Provence, Ed. Désiris, 2007 (ISBN 2915418101)

### Sobre Maurice Béjart
- Antoine Livio, Béjart, Lausanne, La Cité, (Éditions l'Age d'homme),     1969 (ISBN 282511894X).
- Marie-Françoise Christout, Maurice Bejart, París, Chiron, coll. « La Recherche en danse »,     1988 (ISBN 9782906204034)
- Sylvie de Nussac et Pablo Reinoso, Béjart au travail, éditions Jean-Claude Lattès, 1984.
- Marie-Françoise Christout, Maurice Bejart, París, Chiron, coll. « La Recherche en danse »,     1988 (ISBN 9782906204034)
- Carole Trévoux, Danser chez Béjart, ou, Dionysos, l'odyssée d'une création,     Bruxelles, J.M. Collet, 1986 (lire en ligne [archive])
- Yvan Muriset et Jean-Pierre Pastori, Béjart, le tournant, Lausanne,     Suisse, Favre, 1988 (ISBN 2828903206)
- Colette Masson et Gérard Mannoni, Maurice Béjart, París, Editions Plume,     1991 (ISBN 2908034239)
- Colette Masson et Gérard Mannoni, Maurice Béjart, París, Editions Plume/SNAB, 1995 (ISBN 2841100332)
- Sylvie Jacq-Mioche, La danse, París, Hugo, 2007 (ISBN 2755601825)
- Michel Robert, Béjart, une vie, Bruxelles, Editions Luc Pire, 2009
- Michel Robert, Béjart si Dieu le veut, Bruxelles, Editions Racine, 2011
- Ariane Dollfus, Béjart : Le démiurge, éditions Arthaud, 2017 (ISBN 978-2-08139-092-8)